# 페리 바우마이스터
페리 바우마이스터(Peri Baumeister, 1986년 ~ )는 독일의 배우이다.

## 출연 작품
- 블러드 레드 스카이 (2021)
- 돈 빌리브 더 하이프 (2016)
- 하프 브라더스 (2015)